# Federação Brasileira de Sports
Die Federação Brasileira de Sports (FBS) war ein brasilianischer Sportverband. Er war der erste Sportverband Brasiliens, der mehrere Sportarten vertrat.
Er wurde am 8. Juni 1914 in Rio de Janeiro, durch eine Initiative des Aeroclube Brasileiro (erste Flugschule Brasiliens von 1911), dem Automóvel Club do Brasil (Automobilklub von 1907), dem Centro Hípico Brasileiro (Reitsportzentrum), dem Club Gynástico Português (Turnverein), dem Comissão Central de Concursos Hípicos (Zentralkommission für Reitwettbewerbe), dem Federação Brasileira das Sociedades de Remo (Brasilianischer Verband der Rudervereine), dem Jockey Club Brasileiro und der Liga Metropolitana de Esportes Athleticos (LMEA) (Leichtathletikverband für Rio de Janeiro).
Zunächst war die Gründung des FBS ein Versuch der LMEA alle Sportarten auf nationaler Ebene zu vertreten. Das unmittelbare Ziel war eine legitime Einheit zur Bildung und Entsendung einer brasilianischen Delegation zu den Olympischen Spielen 1916 in Berlin.
Die LMEA nutzte die Spaltung der Liga Paulista de Foot-Ball (LPF), der ersten Fußballliga in São Paulo. Deren Dissidenten gründeten die Associação Paulista de Esportes Atléticos (APEA). Der LMEA wollte dem APEA helfen anerkannt zu werden, da diese durch ihren Sitz in der Hauptstadt zu entsprechenden Kontakten in die Politik aus dem ganzen Land stand. Durch diese Initiative entstand das Treffen im Juni 1914 im Hauptquartier des brasilianischen Ruderverbandes. Im Zuge der Sitzung wurde der FBS als nationale Sportorganisation und das Comitê Olímpico Brasileiro (COB) (Brasilianische Olympische Komitee) gegründet.
Der LPF war mit der Gründung des FBS nicht einverstanden. Mit der Unterstützung aus Paraná und Rio Grande do Sul schuf er neun Monate später seine eigene Version: den Federação Brasileira de Foot-Ball (FBF), den brasilianischen Fußballverband. Dann bat er, die argentinische und uruguayische Vertreter um Unterstützung, mit denen er als ältestes brasilianischer Fußballverband bereits seit 1901 Beziehungen pflegte, und beantragte den Beitritt zum Internationalen Fußballverband (FIFA).
Als die FBS merkte, dass sie an Boden verlor, beeilte sie sich, ihre Satzung 17 Monate nach ihrer Gründung Ende 1915 zu genehmigen und reichte ebenfalls einen Mitgliedsantrag bei der FIFA ein. Mitten im Ersten Weltkrieg hatte der oberste Fußballverband andere Sorgen. Er nahm eine diplomatische Haltung ein und wies beide Anträge zurück: „Reinigt es untereinander und kommt später wieder.“ Das Problem konnte am 21. Juni 1916, als der damalige Außenminister die Verbände FBS, FBF, LPF, APEA und LMEA versammelte. Am Ende der Sitzung wurden aus dem FBS und dem FPF der Confederação Brasileira de Desportos (CBD).